# Лъв Кидониат
Лъв Кидониат (на средногръцки: Λέων ὁ Κυδωνιάτης, fl. 1078 г.) е византийски евнух – слуга на императрица Евдокия Макремволитиса през 1078 г.
Сведенията за Лъв Кидониат са изключително оскъдни: името му се споменава единствено в „Алексиадата“ на Анна Комнина във връзка със събитията около възкачването на престола на император Никифор III Вотаниат през 1078 г. и отстраняването на Михаил VII Дука. Анна Комнина съобщава, че в желанието си да бъде отново императрица Евдокия Макремволитиса планирала да се омъжи за Никифор III Вотаниат, когато влизането му в Константинопол и възцаряването му вече изглеждали сигурни. За целта Евдокия дори изпратила съблазнителни писма на Вотаниат, който по това време се намирал в Дамалис. Тогава обаче Лъв Кидониат посъветвал бившата императрица да не се омъжва за Вотаниат, като ѝ предал важна информация за претендента. Анна Комнина отказва да предостави по-подробна информация относно казаното от Лъв Кидониат на Евдокия Макремволитиса, съобщавайки само, че ако не е бил Лъв Кидониат, Евдокия със сигурност щяла да омъжи себе си или дъщеря си Зоя за Вотаниат.
Тук информацията на Анна Комнина влиза в противоречие със съобщението в хрониката на Йоан Зонара, че този, който убедил Евдокия Макремволитиса да не се омъжва за Вотаниат, бил един монах на име Панарет.